# Fire sange opus 65
Fire sange opus 65 is een liederenbundel gecomponeerd door Agathe Backer-Grøndahl. De bundel verscheen samen met de twee voorafgaande werken in december 1904 bij Brødrene Hals (nrs. 1131-1134).
De vier liederen voor mezzosopraan, dan wel bariton zijn:
1. Den vildene fugl op tekst van Jenny Blicher-Clausen in allegro e con molto passione in f mineur in 6/8-maatsoort
2. Forsilde op tekst van Jenny Blicher-Clausen in tranquillo in e mineur in 12/8-maatsoort
3. Barnesang (traditionele tekst) in andantino in D majeur in 4/4-maatsoort
4. Skyggekys op tekst van Heinrich Heine, vertaald door Thor Lange, in lento e con molto espressione in Es majeur in 4/4-maatsoort

De hele bundel is opgedragen aan Ida Ekman, de zangeres. Zij zong Barnesang op 24 januari 1905 begeleid door Johan Backer Lunde.